# Chiesa di San Vladimiro ai Giardini Vecchi
La chiesa di San Vladimiro ai Giardini Vecchi (in russo Церковь Святого Владимира в Старых Садех?) è un luogo di culto di rito ortodosso della città di Mosca. Ideata dall'architetto italiano Aloisio il Nuovo, è sita a fianco del convento Ivanovskij, in prossimità della confluenza dei fiumi Jauza e Moscova, presso il quartiere Basmannyj, nel distretto centrale della capitale russa.

## Storia e descrizione
Nel 1514 il Gran Duca di tutte le Russie Basilio III decise di far costruire undici nuove chiese a Mosca. La chiesa di San Vladimiro ai Giardini Vecchi nacque da un progetto dell'architetto Aloisio il Nuovo, già famoso per la Cattedrale dell'Arcangelo Michele, e venne ultimata nel 1516. Fu costruita sulle rovine di una chiesa consacrata anch'essa al principe Vladimir I di Kiev e facente parte della residenza estiva del Gran Duca Basilio I.
Nella seconda metà del XVII secolo l'edificio, pesantemente danneggiato dall'usura del tempo, fu oggetto di una radicale ristrutturazione. I lavori, svoltisi tra il 1677 ed il 1680, alterarono in maniera significativa la struttura originaria. Ulteriori interventi furono intrapresi in seguito ad un incendio verificatosi nel 1737 e, soprattutto, in seguito al noto incendio di Mosca del 1812. Chiusa nel 1933 dai sovietici, la chiesa di San Vladimiro ai Giardini Vecchi iniziò ad essere smantellata, rischiando anche la demolizione. Nel 1990, dopo il completamento dei restauri, fu restituita alla Chiesa ortodossa russa e l'anno seguente tornò ad ospitare la divina liturgia.
Mentre l'altare maggiore è dedicato a Vladimir I di Kiev, le cappelle laterali sono consacrate ai santi martiri Boris e Gleb e Quirico e Giulitta.

## Galleria d'immagini

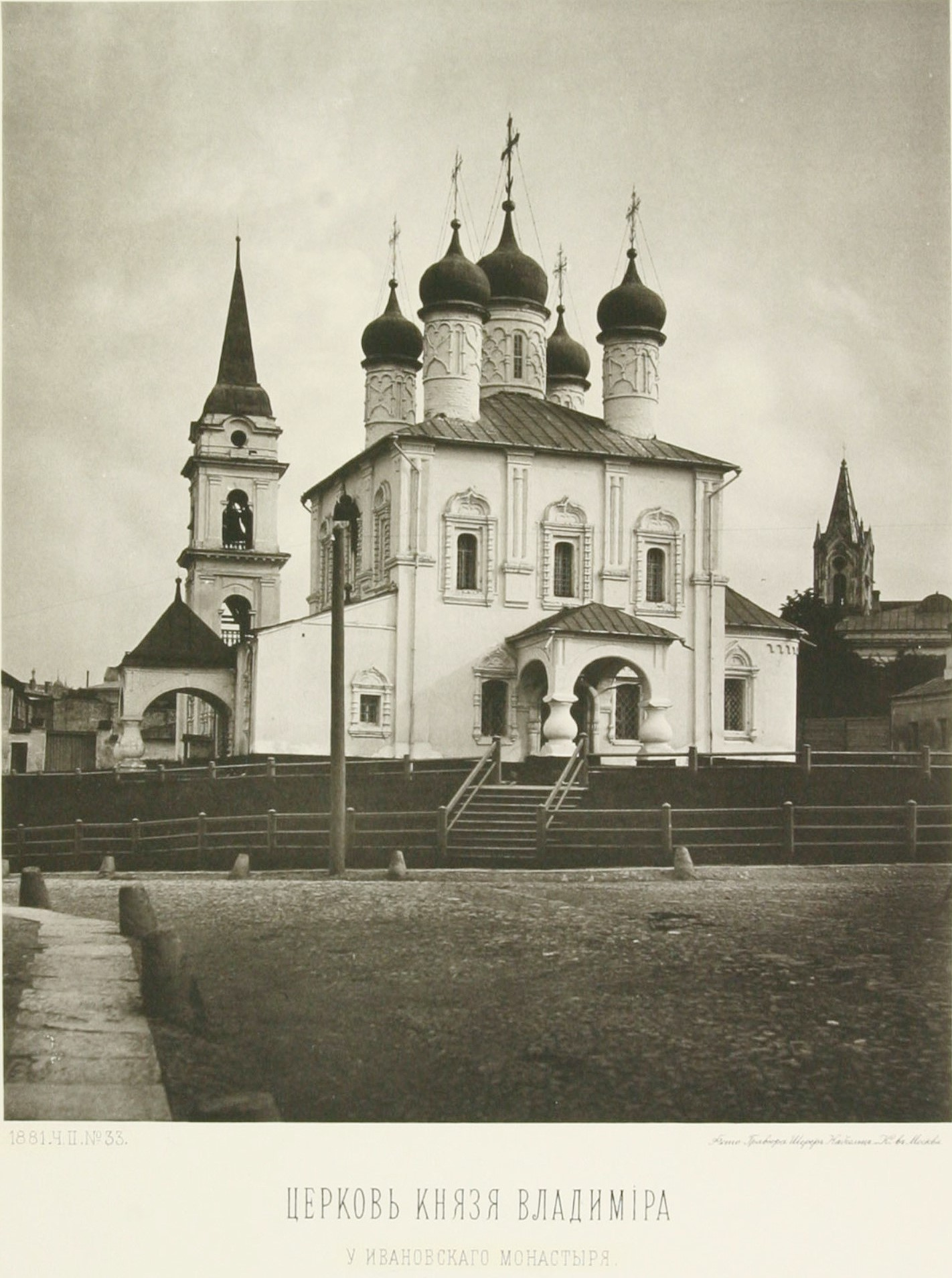
Chiesa di San Vladimiro in una foto del 1882

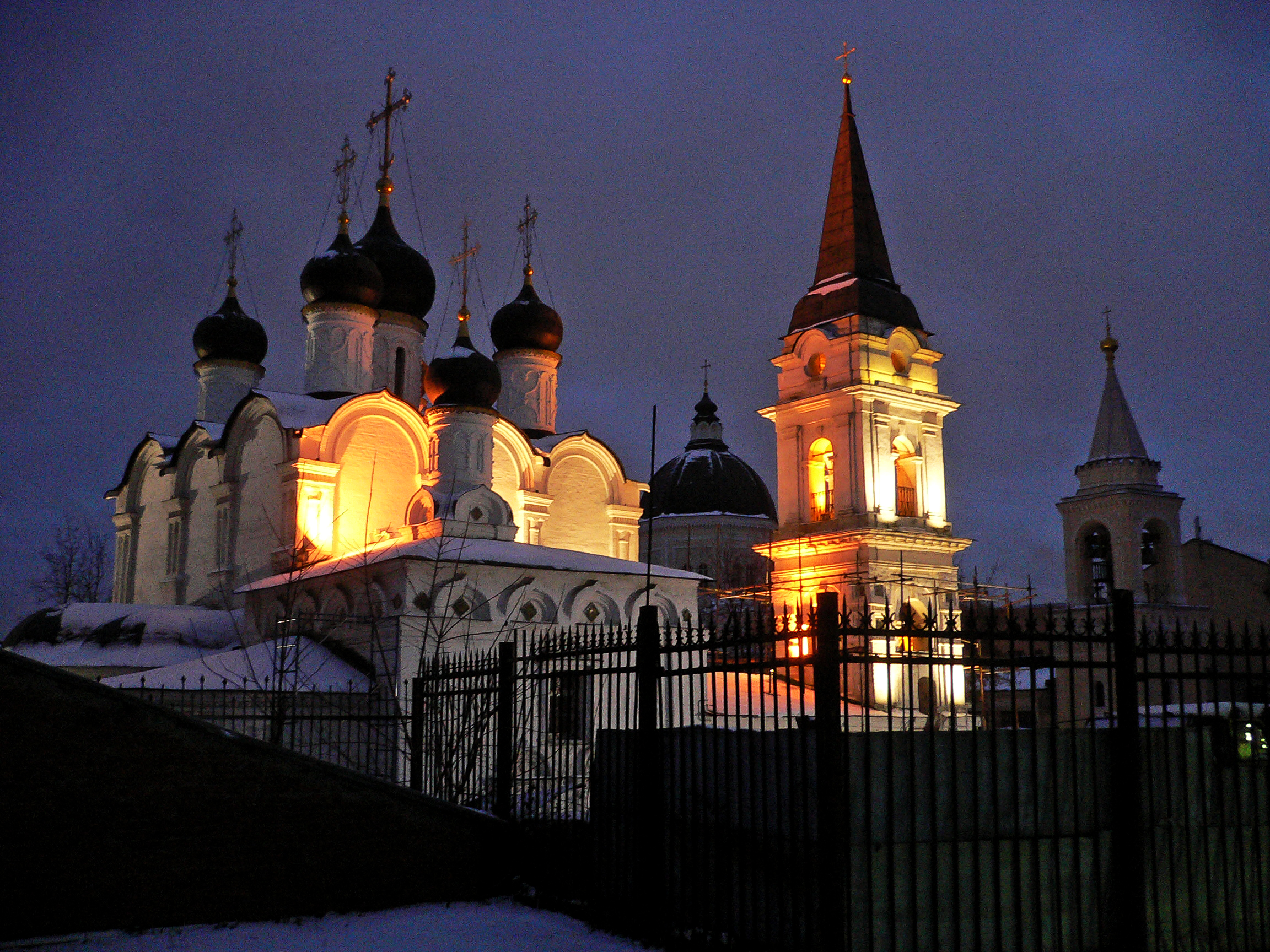
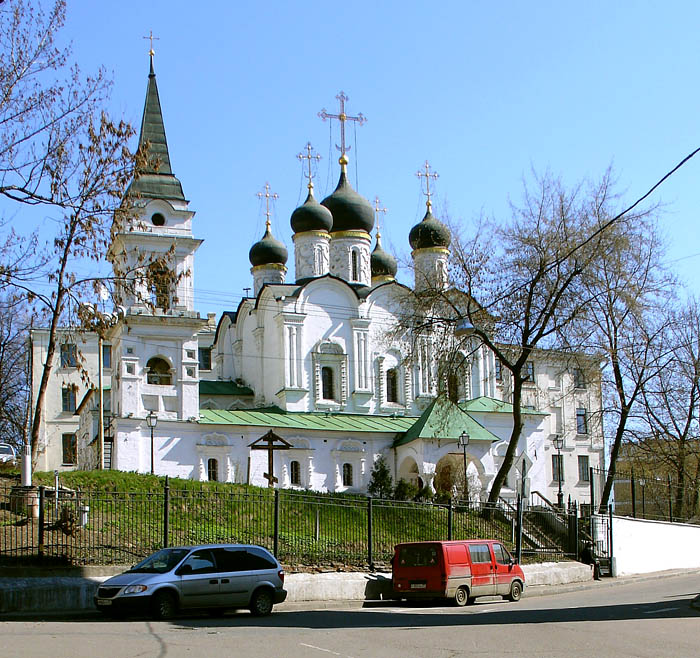
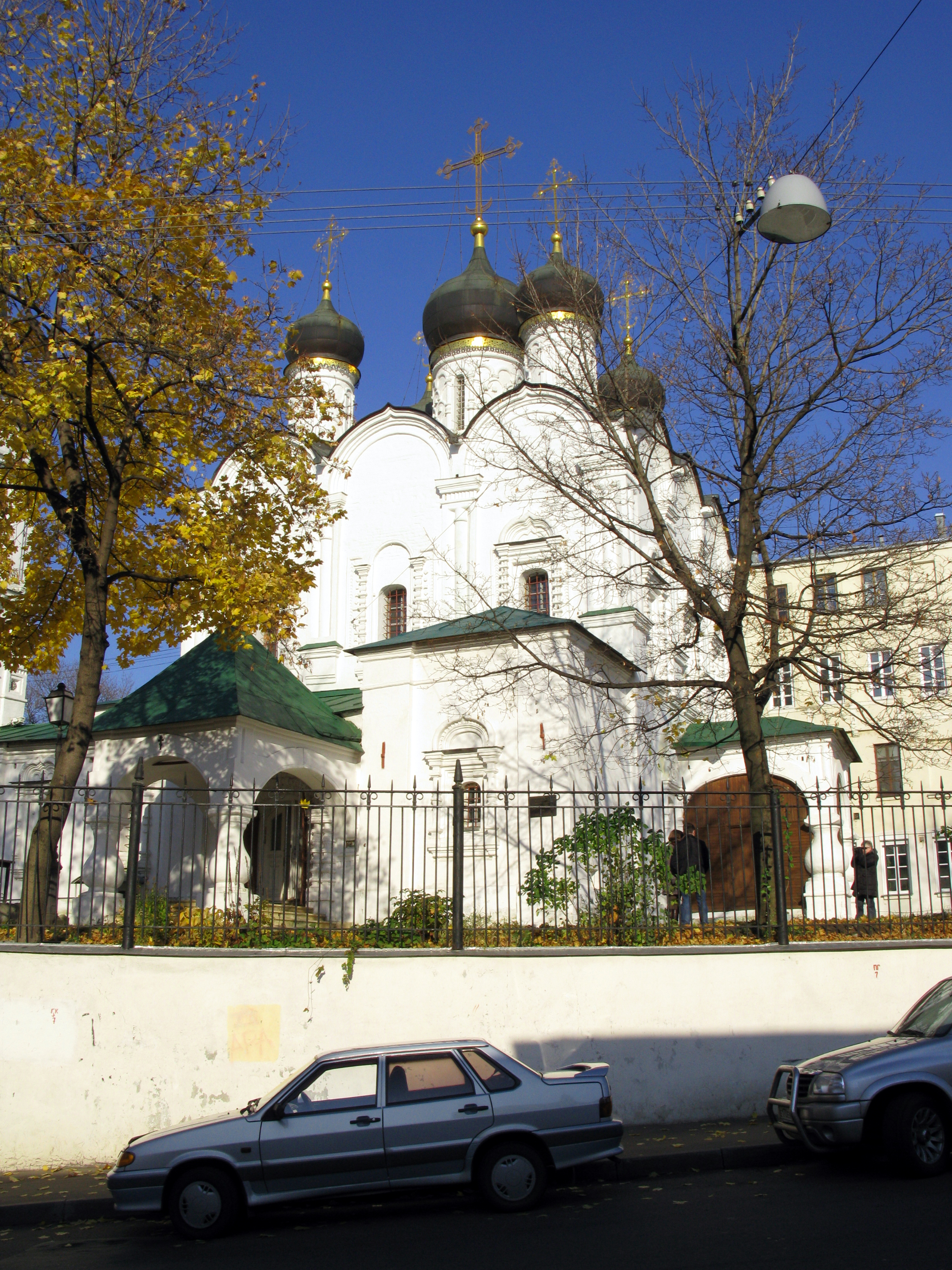
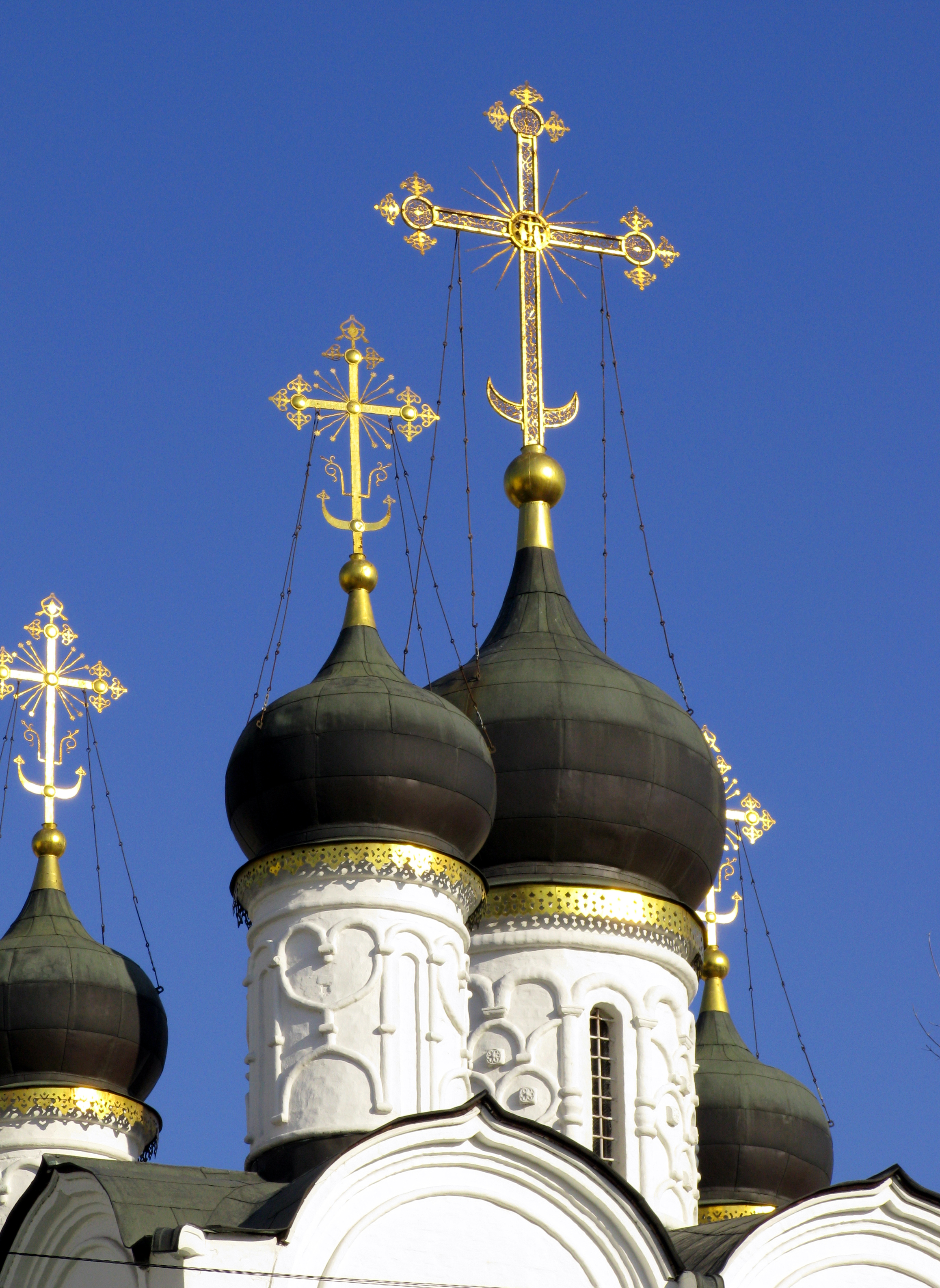
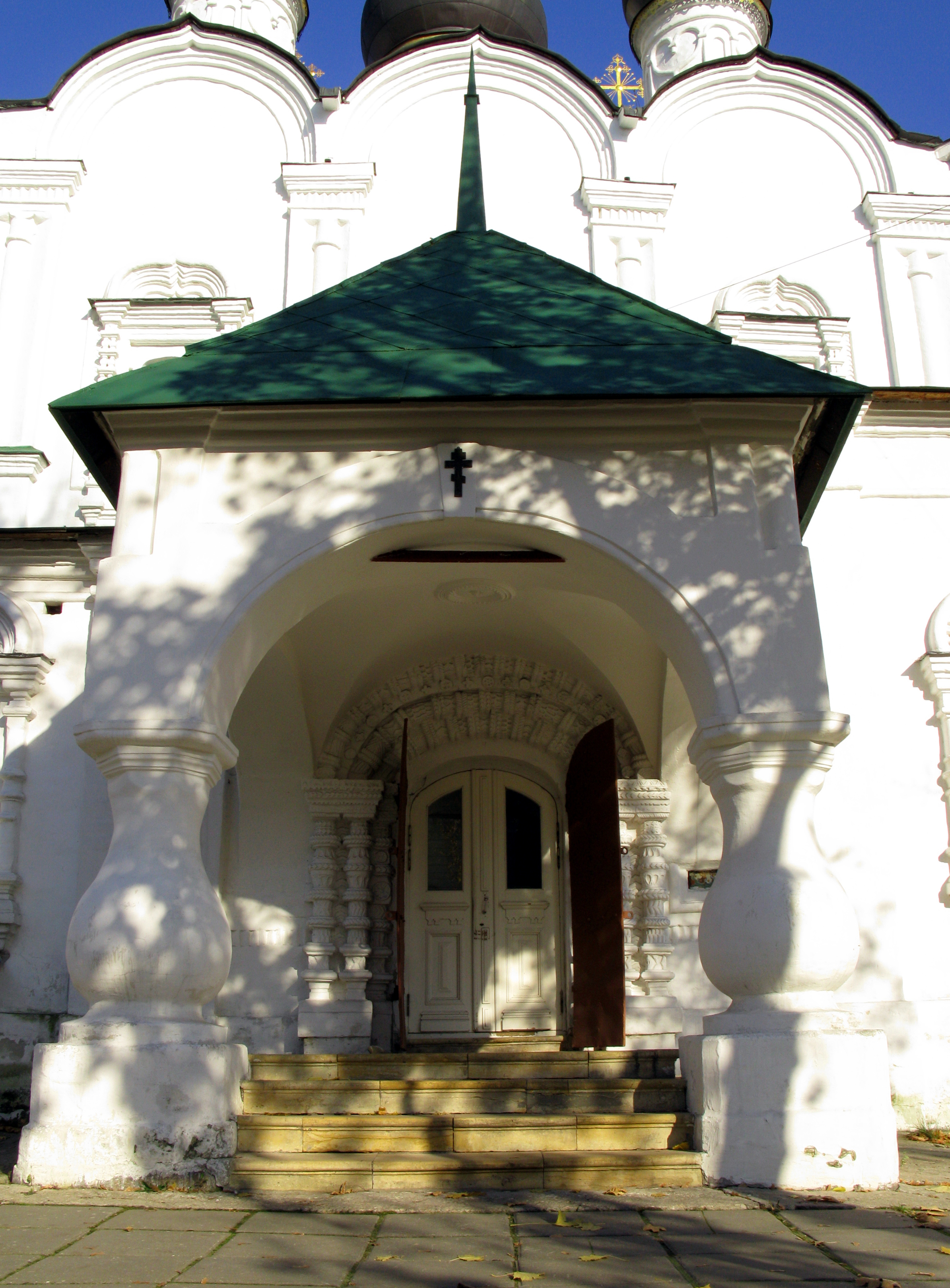
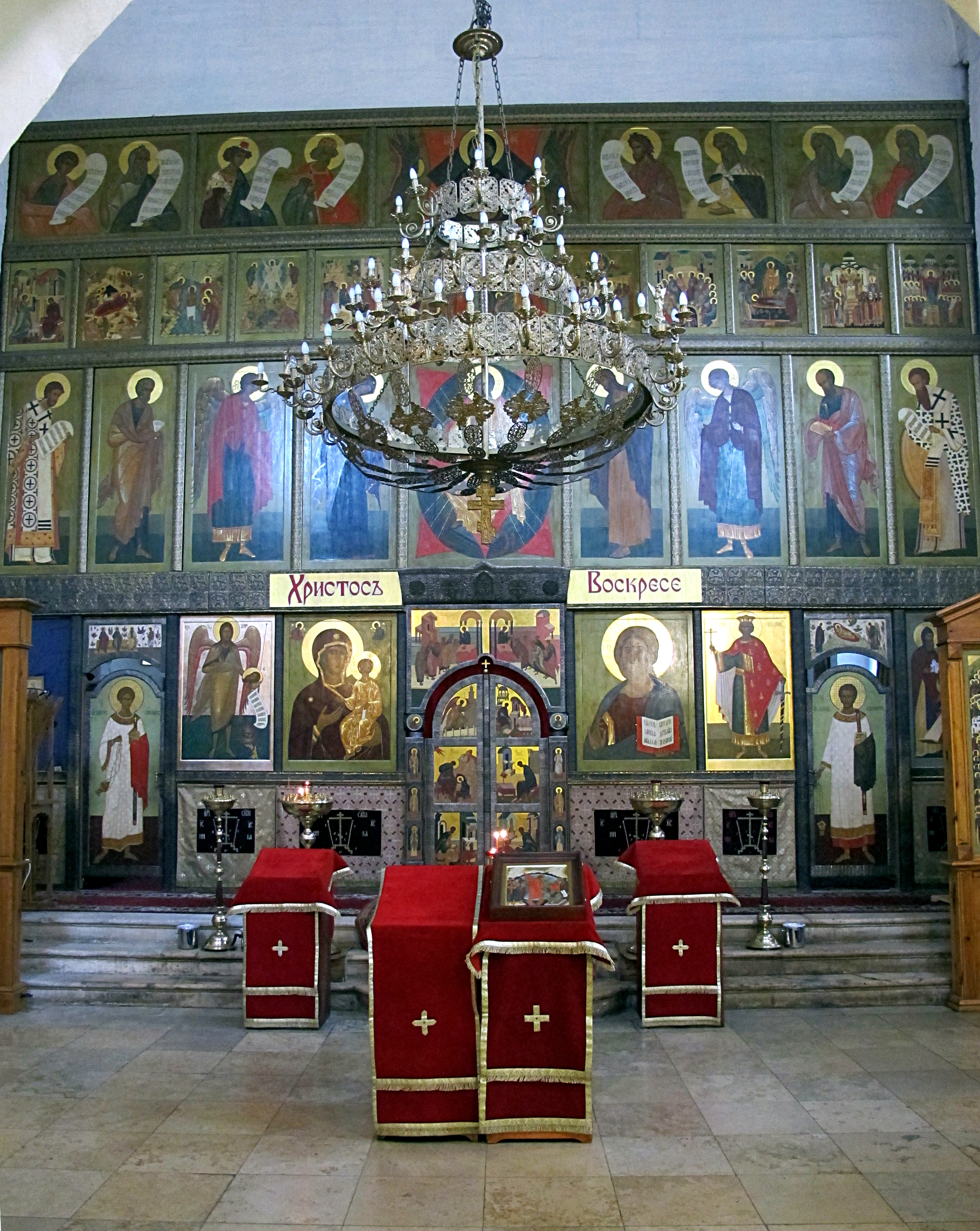